# 國立臺中教育大學附設實驗國民小學
國立臺中教育大學附設實驗國民小學（簡稱中教大實小、臺中實小），是中華民國（臺灣）臺中市的一所國立國民小學，為國立臺中教育大學附設實驗小學，前身為「臺灣總督府臺中師範學校附屬公學校」。

## 校史
- 1928年4月，「臺灣總督府臺中師範學校附屬公學校」創校，由師範學校校長兼任。
- 1929年4月，增設高等科。
- 1941年4月，改稱「臺灣總督府臺中師範學校附屬國民學校」。
- 1945年4月，改稱「臺灣總督府臺中師範學校附屬第一國民學校」;10月中華民國政府接收日本台灣總督府轄下領土，改為「臺灣省立臺中師範學校附屬第一國民學校」。
- 1946年5月，改為「臺灣省立臺中師範學校第一小學」，8月再改為「臺灣省立臺中師範學校附屬小學」；9月停辦日制高等科，11月師範學校校長不再兼任。
- 1962年8月隨師範學校改名「臺灣省立臺中師範專科學校附屬小學」。
- 1968年8月實施九年國民教育，改制為「臺灣省立臺中師範專科學校附屬國民小學」。
- 1972年8月實施學區制。
- 1983年9月改制為「臺灣省立臺中師範專科學校附屬實驗國民小學」。
- 1987年7月配合師專改制，更名為「臺灣省立臺中師範學院附設實驗國民小學」。
- 1991年7月，隨師院改隸屬教育部，更名為「國立臺中師範學院附設實驗國民小學」。
- 2005年8月，配合師院升格為國立臺中教育大學，更名為「國立臺中教育大學附設實驗國民小學」。

## 歷任校長
日治時期
1. 大岩榮吾（臺中師範校長兼任）

民國時期
1. 薛健吾：1945年10月－1946年9月（臺中師範校長兼任）
2. 洪槱：1946年9月－1946年11月（臺中師範校長，隨後不再兼任）
3. 張錫卿：1946年11月－1958年2月
4. 王清河：1958年2月－1969年3月
5. 張有森：1969年3月－1991年2月
6. 黃義盛：1991年2月－1997年9月
7. 倪朝龍：1997年9月－2001年8月；2001年8月－2002年3月（遴選第一任）
8. 江志正：2002年3月－2005年8月
9. 吳麗櫻：2005年8月－2009年7月
10. 辛明澄：2009年8月－2013年7月
11. 塗文忠：2013年8月－2021年7月
12. 楊家慶：2021年8月－2025年7月
13. 彭瑞洵：2025年8月－現任

## 班級數
- 國小部：30班
- 資源班：5班
- 幼兒園：3班

## 校舍建築
- 普通教室：34間
- 專科教室：23間
- 辦公室：10間
- 禮堂（活動中心）：1間
- 圖書館：1間
- 游泳池：1座

## 學區
- 中區：大誠里1～7鄰、中華里1～17鄰
- 西區：後龍里24～31鄰、平和里1～6鄰
- 北區：中正里1～32鄰

## 外部連結
- 國立臺中教育大學附設實驗國民小學（页面存档备份，存于）